# Thanon Phahonyothin

Highway Nr. 1

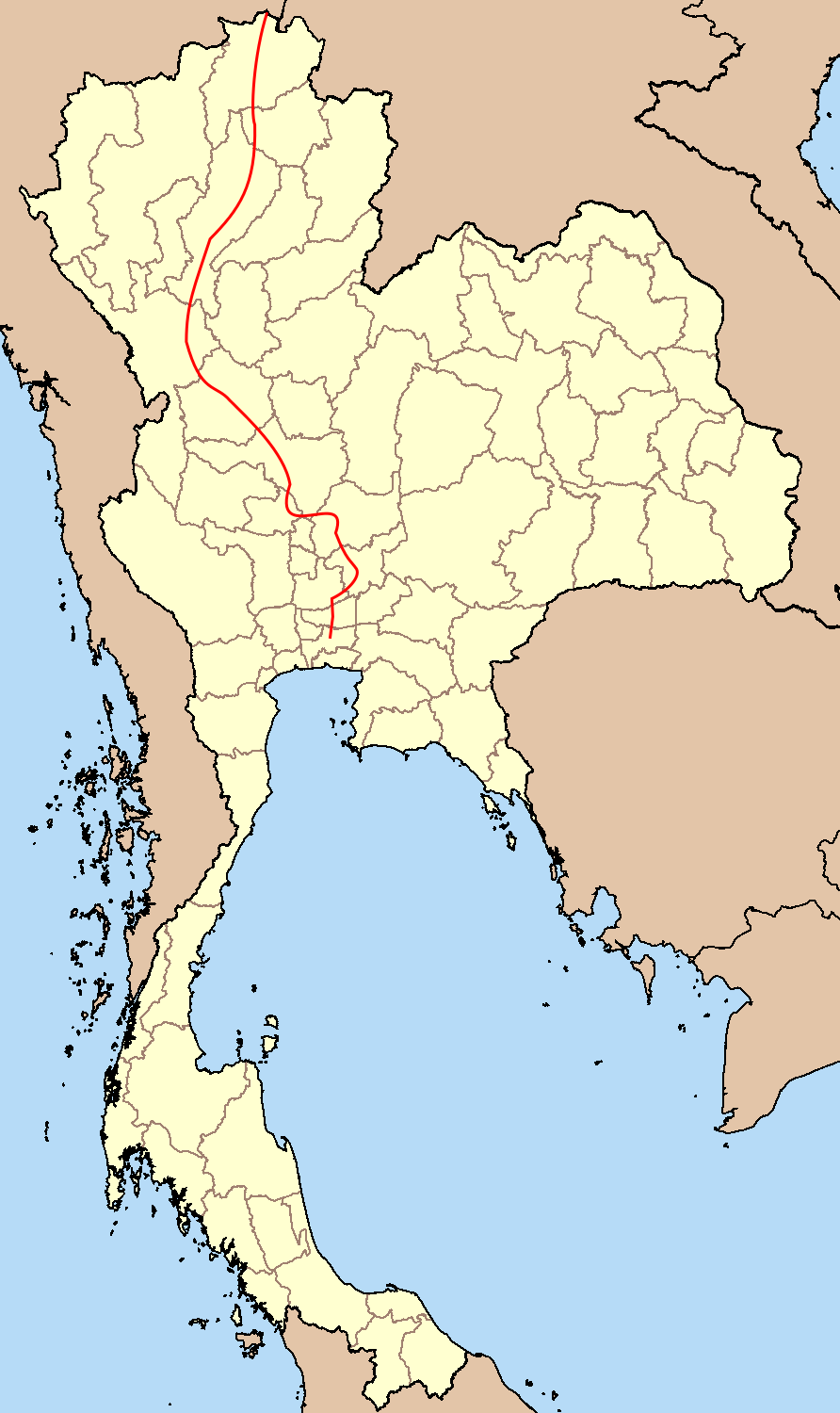
Verlauf der Thanon Phahonyothin in Thailand

Thanon Phahonyothin (thailändisch ถนนพหลโยธิน, im englischen Sprachgebrauch: Phahon Yothin highway) ist eine der bedeutendsten Straßen von Bangkok und neben der Thanon Mittraphap, der Thanon Sukhumvit und der Thanon Phetkasem eine der vier wichtigsten Schnellstraßen in Thailand.
Thanon Phahonyothin ist eine der Hauptstraßen Bangkoks, bevor sie zur „Schnellstraße Nummer Eins“ (Thailand Route 1) (englisch Highway No. 1) wird. Im thailändischen Sprachgebrauch heißt sie nur „Thanon Phahonyothin“, also Phahonyothin-Straße. Sie gehört streckenweise zum Asian Highway Network AH1, AH2 und AH12 sowie zum Kunming-Bangkok Expressway.

## Geschichte
Die Phahonyothin-Straße war ursprünglich nur 22 Kilometer lang, sie führte nur bis zum Bangkoker Bezirk Don Mueang. Seinerzeit hieß sie noch Prachathipatai-Straße (ถนนประชาธิปไตย, Thanon Prachathipatai, wörtl. „Demokratie-Straße“). Im Jahr 1938 ließ Feldmarschall Plaek Phibunsongkhram die Straße verlängern, so dass sie von Don Mueang über Bang Pa-In, Ayutthaya, Provinz Saraburi und Provinz Lop Buri bis zur Provinz Sing Buri führte mit einer Gesamtlänge von 162 Kilometern. Die verlängerte Straße wurde dann Phahonyothin-Straße (Thanon Phahonyothin) genannt zu Ehren von General Phraya Phahon Phonphayuhasena (Phot Phahonyothin), dem zweiten Premierminister von Thailand und einer der Anführer der Revolution von 1932.

## Straßenverlauf

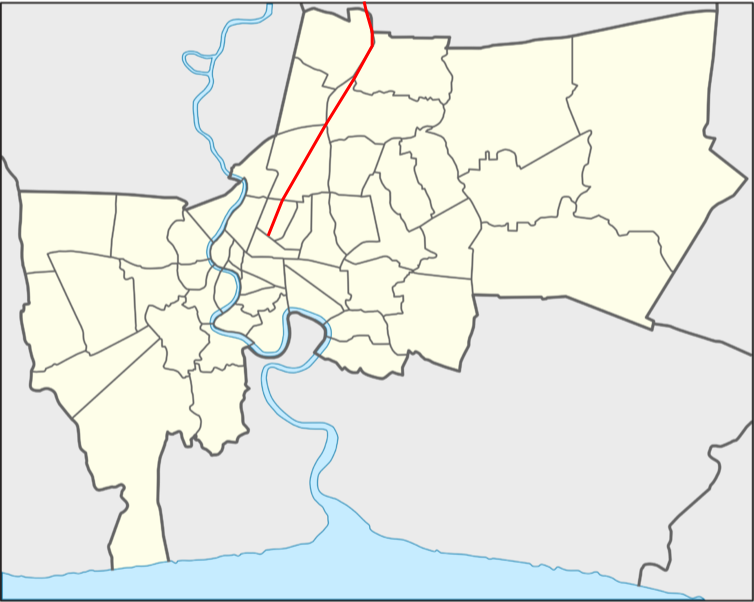
Verlauf der Thanon Phahonyothin in Bangkok

Die Thanon Phahonyothin beginnt im Bangkoker Bezirk Ratchathewi am Siegesdenkmal und verbindet die Hauptstadt mit Nordthailand. Sie hat eine Gesamtlänge von 1005 Kilometern.
Innerhalb Bangkoks führt sie auf einer Länge von 24 Kilometern durch die nördlichen Bezirke Phaya Thai, Chatuchak, Bang Khen und Don Mueang. An der Straße befinden sich das Ausgehviertel Ari, das Hauptquartier der Grenzschutzpolizei, die Konzernzentrale des Mobilfunkanbieters Advanced Info Service (AIS), der Chatuchak-Markt und -Park, die Einkaufszentren Union Mall und CentralPlaza Lardprao, das Elefantengebäude, der Campus der Kasetsart-Universität mit dem Bangkok-Aquarium, die Autobahn-Verwaltung (EXAT) und die staatlichen Ämter für Forsten sowie für Nationalparks und Artenschutz. Oberhalb der Thanon Phahonyothin verläuft zwischen Siegesdenkmal und Kasetsart-Universität die Sukhumvit-Linie des Skytrain.
In den äußeren Bezirken führt die Straße an der Sripatum-Universität, einem großen Gelände des thailändischen Heeres, am Friedhof der Luftstreitkräfte, dem „Tempel der Demokratie“ Wat Phra Sri Mahathat sowie dem Luftstreitkräfte-Stützpunkt am Flughafen Don Mueang mit dem Bhumibol-Adulyadej-Krankenhaus, dem Museum und der Offiziersschule der Luftstreitkräfte vorbei. Jenseits der Stadtgrenzen, aber noch im Großraum Bangkok, wird die Straße vom riesigen Einkaufszentrum Future Park Rangsit, der thailändischen Münzprägeanstalt sowie den Campus der Universität Bangkok, der Thammasat-Universität, des Asian Institute of Technology und der Mahachulalongkornrajavidyalaya-Universität gesäumt.
Jenseits der Hauptstadt führt die Phahonyothin-Straße weiter über die Provinzen Pathum Thani, Ayutthaya, Saraburi und Lop Buri in der nördlichen Zentralregion. Weiter geht es durch die nordthailändischen Provinzen Nakhon Sawan am Luftwaffenstützpunkt Takhli vorbei, Chai Nat, erneut Nakhon Sawan, Kamphaeng Phet, Tak, Lampang, Phayao und Chiang Rai. Ursprünglich endete die Straße in der Stadt Chiang Rai. Die Thailand Route 110 wurde durch Heraufstufung zur Thailand Route 1 und endet seitdem in Mae Sai, der nördlichsten Stadt Thailands. Dort befindet sich ein Grenzübergang nach Tachilek in Myanmar. 
Auf einigen Streckenabschnitten hat der Phahonyothin Highway für Langstreckenverbindungen an Bedeutung verloren. So zum Beispiel zwischen Lop Buri und Chai Nat. Hier wurde durch die sechsspurige Thailand Route 32, die Reisezeit zwischen Bangkok und dem Norden Thailands erheblich verkürzt.

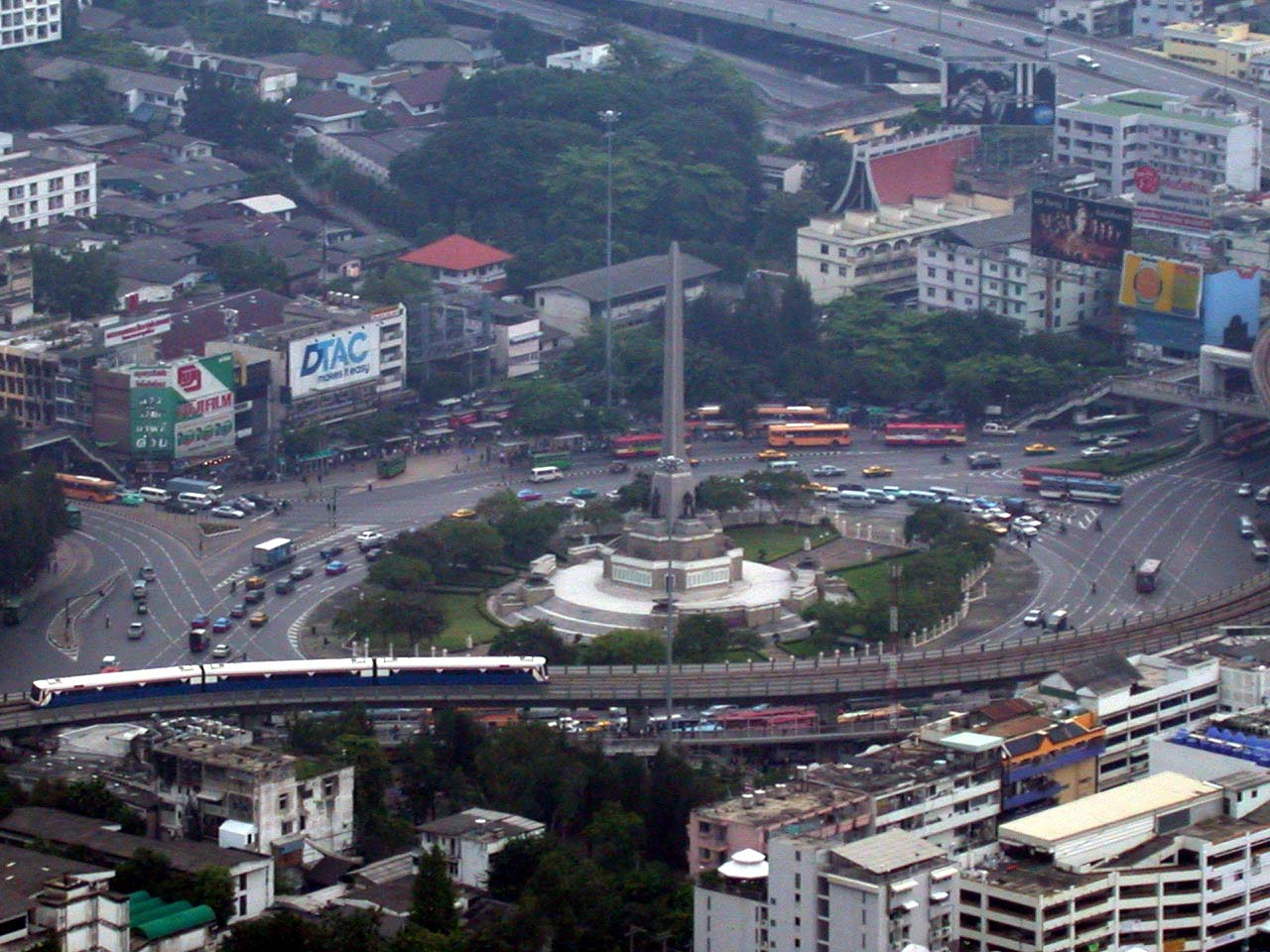
Siegesdenkmal
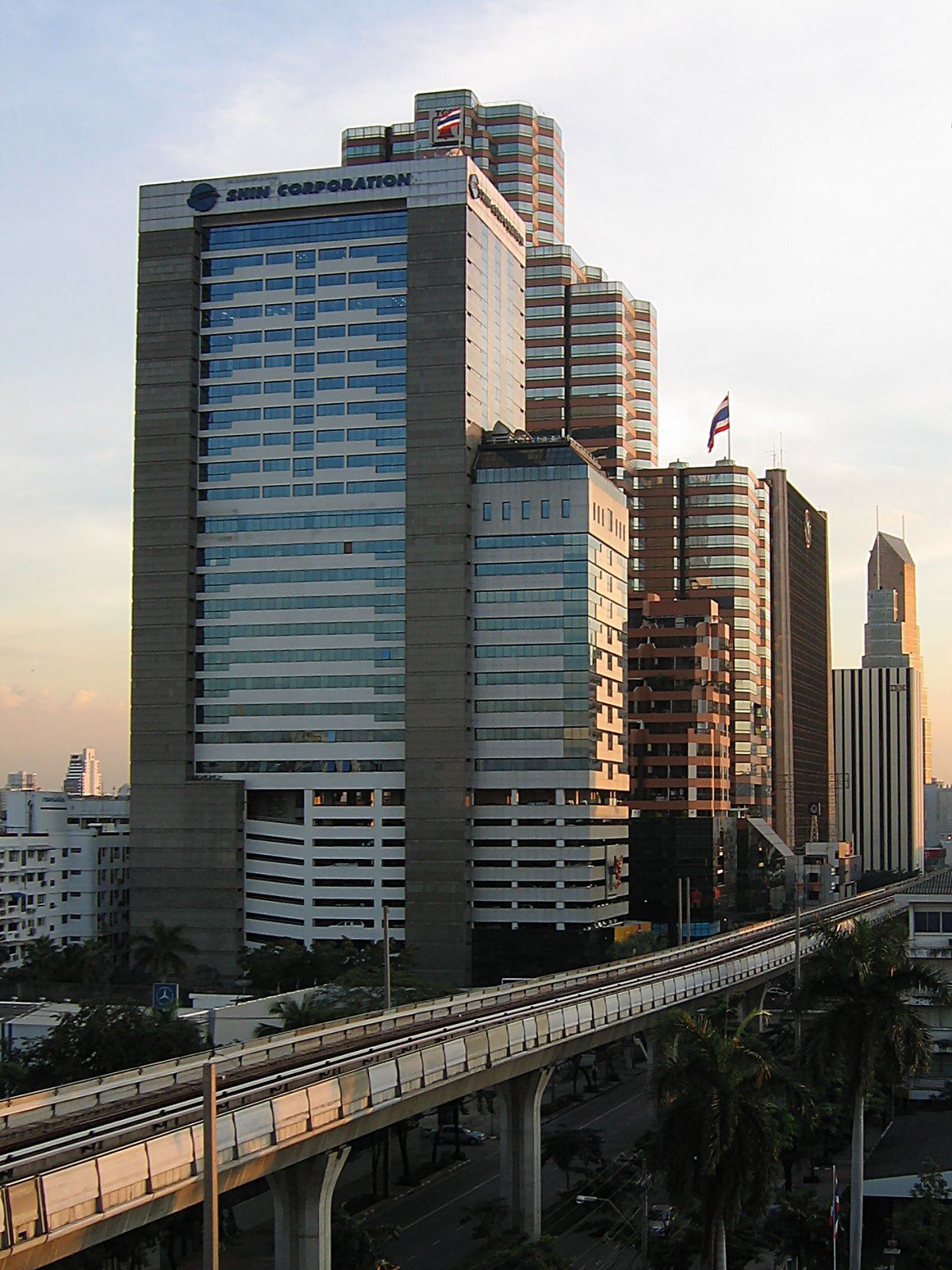
Skytrain über und Bürogebäude an der Thanon Phahonyothin in Bangkok, Bezirk Phaya Thai
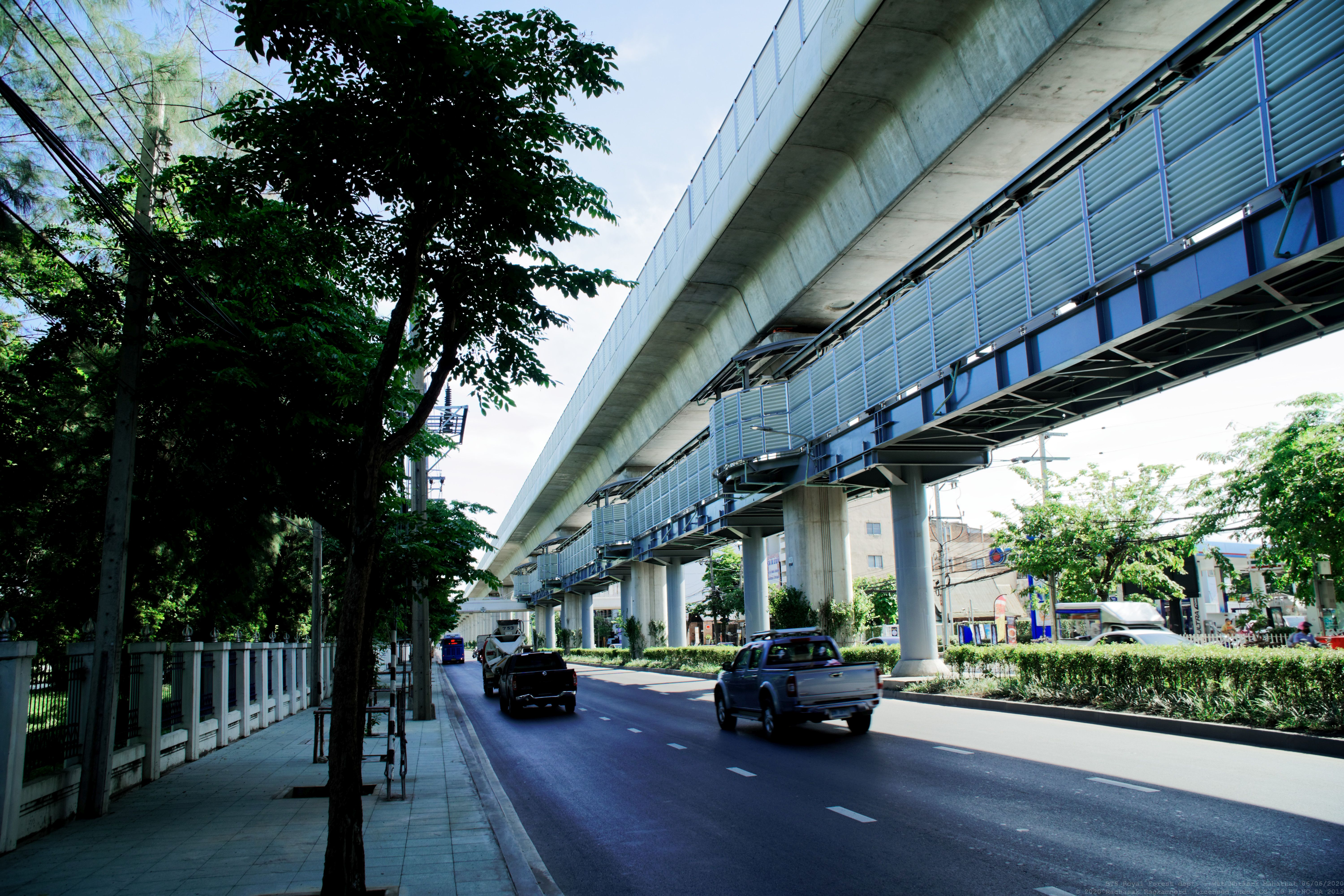
Bangkok Skytrain und 11. Infanterie-Regiment
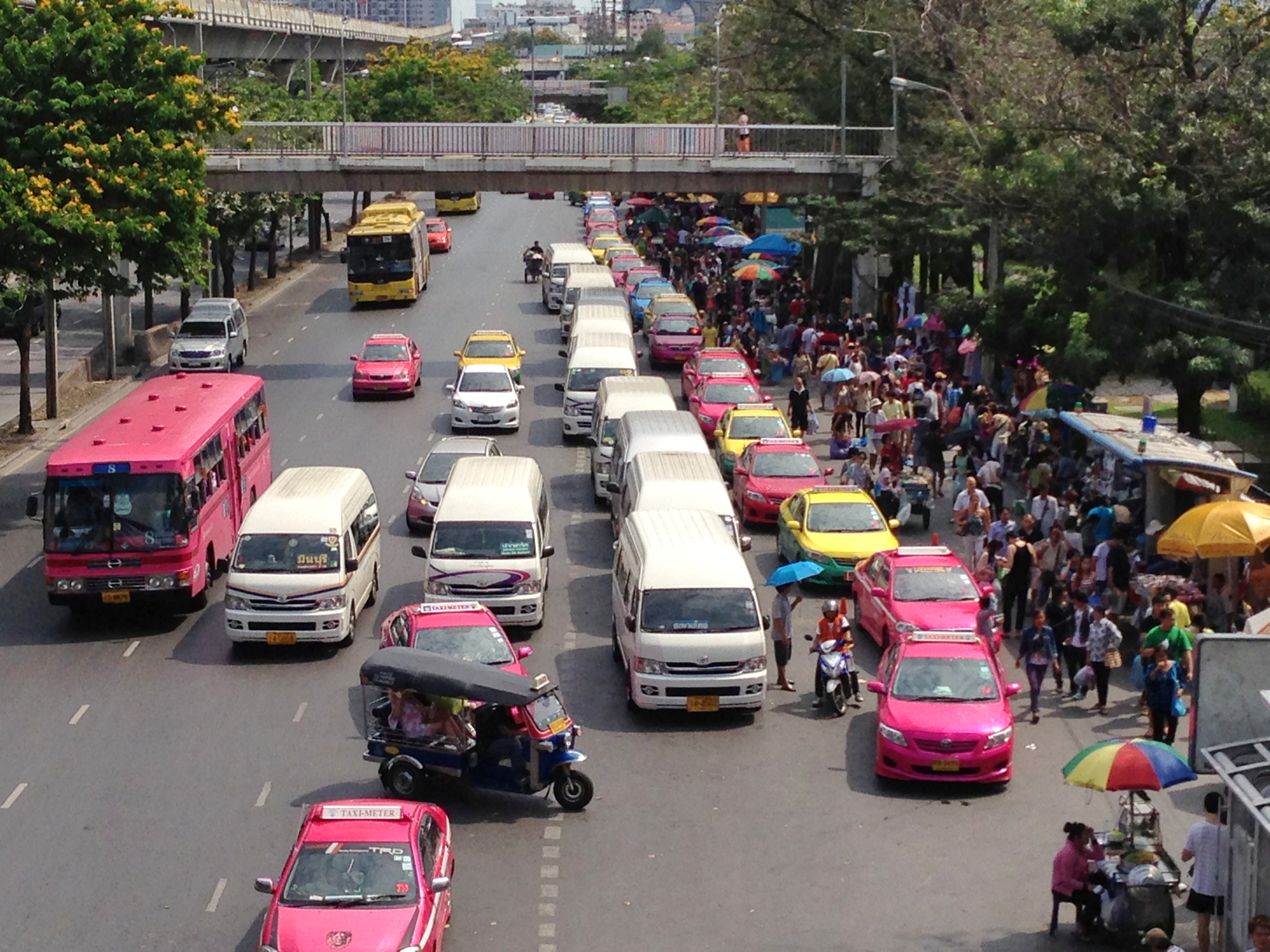
Thanon Phahonyothin im Bezirk Chatuchak
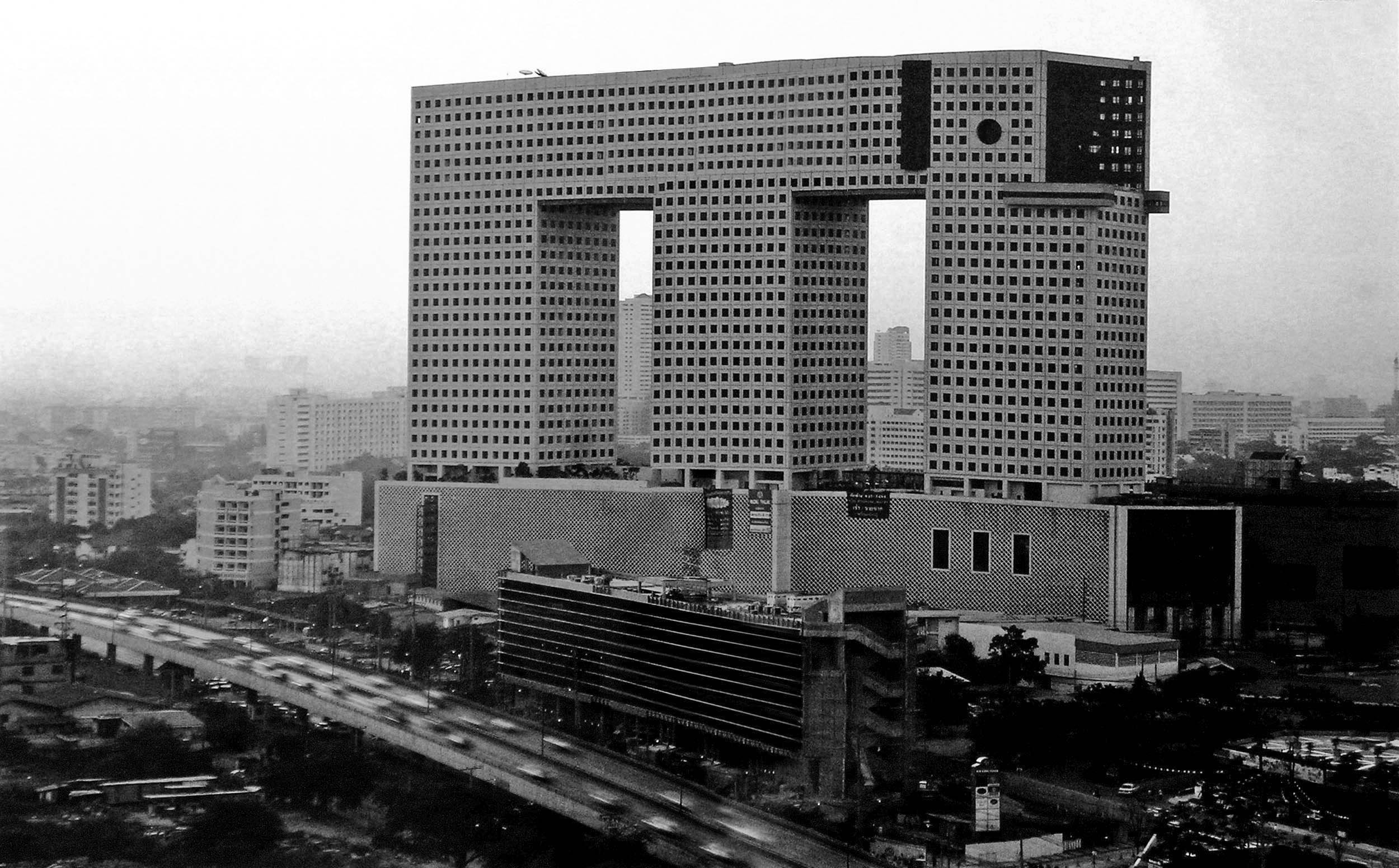
Elefantengebäude
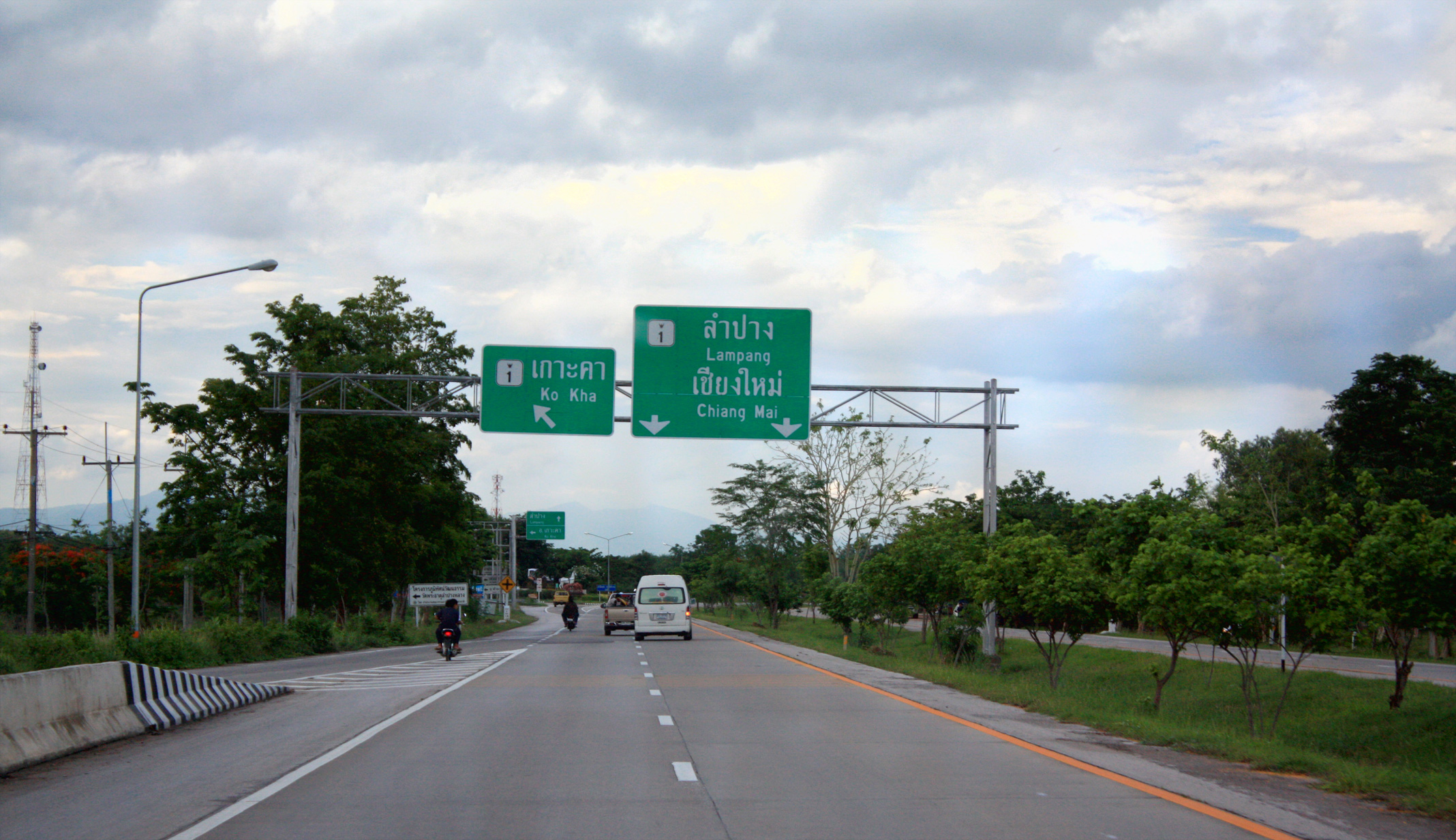
Im Landkreis Ko Kha, Provinz Lampang
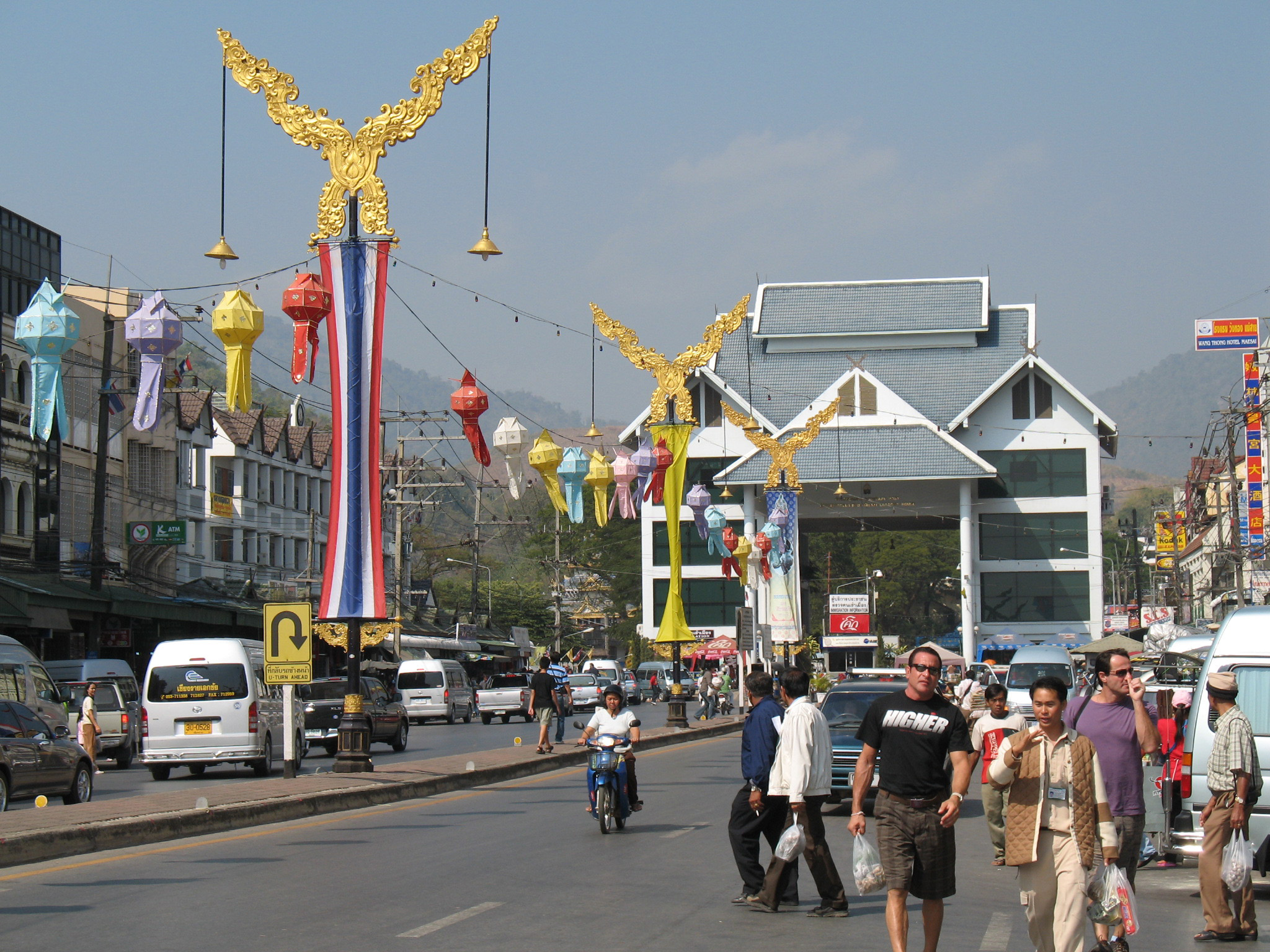
Grenzübergang in Mae Sai